# Boyuk Zira
Isla Boyuk Zira (en azerí: Böyük Zirə adası también conocida alternativamente como Isla Nargin) es una isla deshabitada de la bahía de Bakú, Azerbaiyán.
Forma parte del archipiélago de Bakú, que consta de otras muchas islas.
Boyuk Zira es la isla más grande que separa la bahía de Bakú, del mar al sur de la península de Absheron. Tiene una longitud de 3,1 km, y una anchura de 900 m. La parte noroeste de la isla es vertical y empinada. Hay poca vegetación.